# Cattedrale di Nostra Signora della Mercede (Bahía Blanca)
La Cattedrale di Nostra Signora della Mercede (Catedral de Nuestra Señora de la Merced in spagnolo) è il principale edificio di culto cattolico della città argentina di Bahía Blanca, in provincia di Buenos Aires. La cattedrale è sede dell'arcidiocesi di Bahía Blanca.

## Storia
Una prima chiesa in legno fu costruita nel 1834, sei anni dopo la fondazione della Fortaleza Protectora Argentina, la fortificazione costruita sul sito dell'odierna città. Questa prima chiesetta andò distrutta nel 1837 a causa di un uragano. Nel settembre 1842 fu posta sull'altare un'immagine di Nostra Signora della Mercede, alla quale fu consacrato il tempio. Sul finire degli anni cinquanta del XIX secolo il dr. Sixto Laspiur promosse la costruzione di una nuova chiesa, progettata dall'italiano Filippo Caronti, uno dei principali artefici della nascita della moderna città di Bahía Blanca. 
Si componeva di un'unica navata, con due campanili e tra questi, a coronamento dei pilastri, un timpano classico. Le sue pareti, larghe un metro, erano in muratura di mattoni con intonaco di fango. Con la costante crescita della città, i bisogni spirituali della popolazione si moltiplicarono, soprattutto perché il flusso di immigrati aveva portato con sé la forte fede cattolica degli anziani. Una riforma delle giurisdizioni ecclesiastiche in Argentina portò all'istituzione della diocesi di Bahía Blanca e all'inizio del 1900 si decise di costruire una chiesa di dimensioni maggiori. Il nuovo progetto fu affidato all'architetto Luis Peprani, che disegnò una facciata con due torri laterali e un corpo centrale su due livelli, coronato da un ampio frontespizio sormontato da un gruppo scultoreo della Vergine e due angeli dello scultore Quintino Piana. Nel 1929 il campanile è stato ultimato e l'orologio è stato finalmente collocato nella torre.
La ditta Chiappani di Trento si è occupata di realizzare artigianalmente le cinque campane che nel 1908 sono state collocate a diverse altezze in una delle torri laterali.